# MSC World Europa
Le MSC World Europa est un navire de croisière. Il appartient à la compagnie MSC Croisières. Il est à sa livraison le plus gros paquebot européen et le 6e plus gros paquebot au monde (en tonnage), après les paquebots de la classe Oasis de Royal Caribbean.
Il a été construit aux Chantiers de l'Atlantique de Saint-Nazaire en France.
Le MSC World Europa inaugure la nouvelle classe World de MSC Croisières. Trois autres navires jumeaux doivent également être construits.

## Histoire
En 2017, MSC Croisières commande deux navires de type « World » (plus deux en option) aux chantiers de l'Atlantique de Saint-Nazaire. Le projet "World Class" est composé de quatre paquebots à l'architecture novatrice et devraient proposer plusieurs innovations.
La découpe de la première tôle du premier navire a lieu en octobre 2019. MSC Croisières baptise alors le nouveau navire MSC World Europa. Le navire est ensuite mis sur cale en juin 2020.
La mise à flot a lieu le jeudi 2 décembre 2021 et les essais en mer débutent le 15 juin 2022.
Le navire est livré le 24 octobre 2022. Le navire quitte Saint-Nazaire à destination de Doha, pour servir en tant qu'hôtel lors de la Coupe du monde 2022 du 20 novembre au 18 décembre 2022.
En 2023, 11 croisières sont proposées en méditerranée occidentale avec plusieurs ports de départ: Marseille, Nice, Barcelone, Palerme, Civitavecchia, Messine, Naples.

## Caractéristiques
Le MSC World Europa devrait disposer de nombreuses innovations et nouveautés par rapport aux anciens paquebots de MSC. Il s'agit d'un navire hybride dont les cinq moteurs multi-carburants (Dual-Fuel), peuvent fonctionner avec du gazole marin et du gaz naturel liquéfié (GNL).

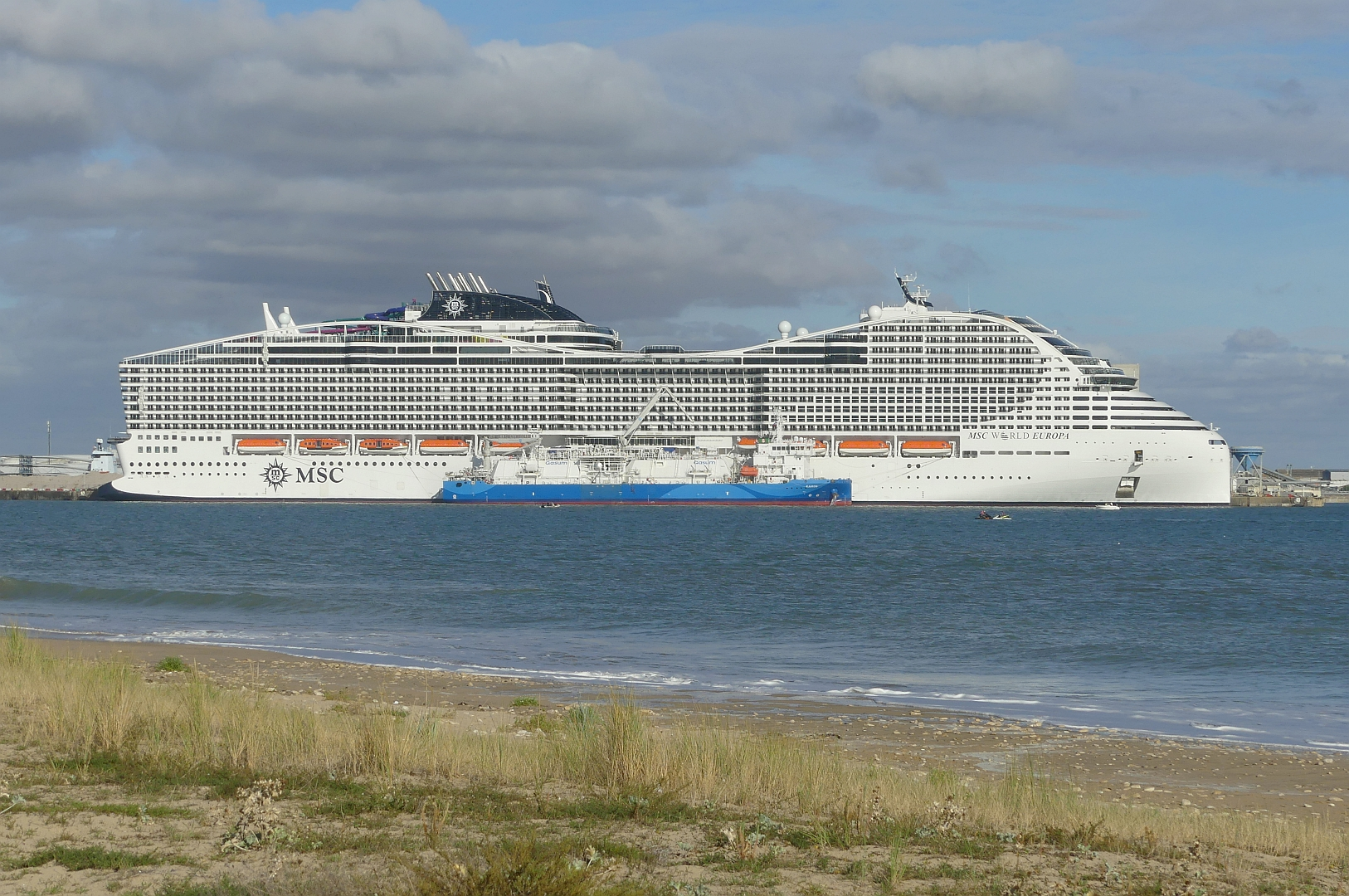
Soutage en GNL du MSC World Europa, avec le navire ravitailleur Kairos, à La Rochelle le 10 septembre 2022.

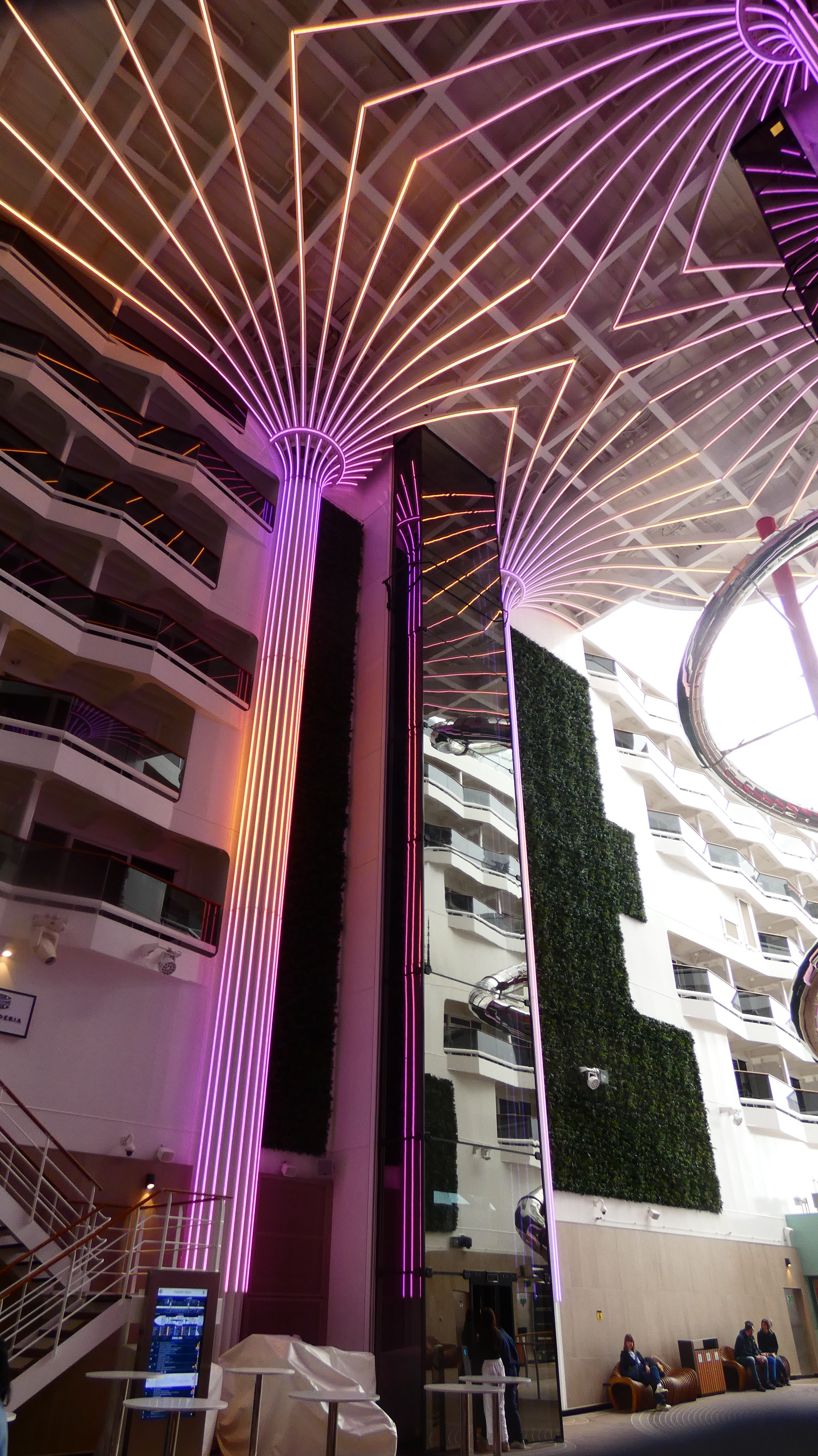
Ascenseur en verre sur le navire